# Aucamvila (Alta Garona)
|  | Per a altres significats, vegeu «Aucamvila (Tarn i Garona)». |

Aucamvila (en francès i oficial Aucamville) és un municipi occità del Llenguadoc, del departament de l'Alta Garona, a la regió d'Occitània. L'1 de gener del 2022 tenia 9.578 habitants.